# Puchar Ministra Obrony Narodowej
Das Puchar Ministra Obrony Narodowej (kurz: Puchar Mon/zu Deutsch: Pokal des nationalen Verteidigungsministeriums) ist ein polnisches Eintagesrennen. Das Rennen wird seit 1958 ausgetragen. 2003 wurde es in die UCI Europe Tour aufgenommen, zunächst in der UCI-Kategorie 1.5, seit 2005 in der UCI-Kategorie 1.2.
Der Rekordsieger des Rennens ist Bartłomiej Matysiak aus Polen, der dieses polnische Eintagesrennen dreimal gewinnen konnte.

## Palmarès
| Jahr | Sieger                          | Zweiter                    | Dritter                    |
| ---- | ------------------------------- | -------------------------- | -------------------------- |
| 1958 | Adam Wiśniewski                 | Marian Więckowski          | Mieczysław Wilczewski      |
| 1959 | Janusz Paradowski               | Mieczysław Wilczewski      | Jerzy Jankowski            |
| 1960 | Jan Chtiej                      | Mieczysław Wilczewski      | Stanisław Królak           |
| 1961 | Franciszek Kosela               | Jan Kudra                  | Bogusław Fornalczyk        |
| 1962 | Tadeusz Zadrożny                | Józef Gawliczek            | Stanisław Królak           |
| 1963 | Zygfryd Widera                  | Bogdan Błaszczyk           | Ginter Chmura              |
| 1964 | Ryszard Szałapski               | Józef Staroń               | Jerzy Linde                |
| 1965 | Tadeusz Zadrożny                | Jan Ścibiorek              | Stanisław Pawłowski        |
| 1966 | Zygmunt Hanusik                 | Wojciech Goszczyński       | Ryszard Szałapski          |
| 1967 | Daniel Gráč                     | Marian Forma               | Jan Magiera                |
| 1968 | Stanisław Demel                 | Jan Magiera                | Józef Beker                |
| 1969 | Tadeusz Szpak                   | Lech Kluj                  | Tadeusz Prasek             |
| 1970 | Zygmunt Hanusik                 | Pranas Knieža              | Wiesław Jezierski          |
| 1971 | Zenon Czechowski                | Stanisław Szozda           | Zbigniew Bielski           |
| 1972 | Stanisław Szozda                | Jan Smyrak                 | Stanisław Labocha          |
| 1973 | Michal Klasa                    | Dieter Gonschorek          | Ryszard Szurkowski         |
| 1974 | Vītauts Gaļinauskas             | Stanisław Boniecki         | Milan Puzrla               |
| 1975 | Alexander Dmitrijewitsch Awerin | Miroslav Sýkora            | Stefan Piasecki            |
| 1976 | Tadeusz Mytnik                  | Petr Pavlíček              | Tadeusz Zawada             |
| 1977 | Ryszard Szurkowski              | Czesław Lang               | Janusz Kowalski            |
| 1978 | Lechosław Michalak              | Rudolf Hejhal              | Krzysztof Sujka            |
| 1979 | Lechosław Michalak              | Czesław Lang               | Ryszard Szurkowski         |
| 1980 | Ryszard Szurkowski              | Zbigniew Szczepkowski      | Krzysztof Sujka            |
| 1981 | Adam Zagajewski                 | Czesław Lang               | Ryszard Szurkowski         |
| 1982 | Zbigniew Szczepkowski           | Adam Zagajewski            | Ramasan Galjaletdinow      |
| 1983 | Zbigniew Szczepkowski           | Ryszard Szurkowski         | Adam Zagajewski            |
| 1984 | Lechosław Michalak              | Dschamolidin Abduschaparow | Hardy Gröger               |
| 1985 | Wladimir Pulnikow               | Vladimir Muravskis         | Dschamolidin Abduschaparow |
| 1986 | Uldis Ansons                    | Zbigniew Szczepkowski      | Dschamolidin Abduschaparow |
| 1987 | Uldis Ansons                    | Lechosław Michalak         | Andreï Tchmil              |
| 1988 | Uldis Ansons                    | Jarosław Chojnacki         | Roberts Vinovskis          |
| 1989 | Jarosław Chojnacki              | Sławomir Krawczyk          | Adam Wolański              |
| 1990 | Sławomir Krawczyk               | Jarosław Chojnacki         | Radosław Romanik           |
| 1991 | Zbigniew Ludwiniak              | Jarosław Wsół              | Ľudovít Nazarej            |
| 1995 | Przemysław Mikołajczyk          | Jarosław Chojnacki         | Artur Krzeszowiec          |
| 1996 | Mariusz Bilewski                | Sławomir Chrzanowski       | Oleg Ruban                 |
| 1997 | Grzegorz Wajs                   | Paweł Niedźwiecki          | Krystian Zajdel            |
| 1998 | Przemysław Mikołajczyk          | Zbigniew Piątek            | Radosław Romanik           |
| 1999 | Grzegorz Rosoliński             | Radosław Romanik           | Marek Kamiński             |
| 2000 | Hubert Nowak                    | Marcin Lewandowski         | Arkadiusz Korycki          |
| 2001 | Kazimierz Stafiej               | Krzysztof Spławski         | Krzysztof Jeżowski         |
| 2002 | Raimondas Vilčinskas            | Wojciech Pawlak            | Bartłomiej Ksobiak         |
| 2003 | Kazimierz Stafiej               | Wojciech Pawlak            | Ján Valach                 |
| 2004 | Adam Wadecki                    | Grzegorz Żołędziowski      | Marcin Lewandowski         |
| 2005 | Grzegorz Żołędziowski           | Fabio Masotti              | Robert Radosz              |
| 2006 | Marcin Gębka                    | Krzysztof Jeżowski         | Dariusz Rudnicki           |
| 2007 | Tarmo Raudsep                   | Kazimierz Stafiej          | Aleksejs Saramotins        |
| 2008 | Bartłomiej Matysiak             | Radosław Romanik           | Tomasz Lisowicz            |
| 2009 | Tomasz Kiendyś                  | Kanstantin Klimiankou      | Mateusz Taciak             |
| 2010 | Bartłomiej Matysiak             | Mateusz Taciak             | Adrian Honkisz             |
| 2011 | Tomasz Kiendyś                  | Radosław Romanik           | Matej Jurčo                |
| 2012 | Damian Walczak                  | Anatolij Pachtussow        | Tomasz Smoleń              |
| 2013 | Bartłomiej Matysiak             | Mateusz Komar              | Łukasz Bodnar              |
| 2014 | Konrad Dąbkowski                | Grzegorz Stępniak          | Erik Baška                 |
| 2015 | Erik Baška                      | Grzegorz Stępniak          | Konrad Dąbkowski           |
| 2016 | Alois Kaňkovský                 | Eryk Latoń                 | Bartłomiej Matysiak        |
| 2017 | Alois Kaňkovský                 | Eryk Latoń                 | Sylwester Janiszewski      |
| 2019 | Norman Vahtra                   | Siim Kiskonen              | Norbert Banaszek           |
| 2020 | Felix Groß                      | Markus Pajur               | Stanisław Aniołkowski      |
| 2021 | Louis Bendixen                  | Tord Gudmestad             | Patryk Stosz               |
| 2022 | Jesper Rasch                    | Bartłomiej Proć            | Dennis van der Horst       |
| 2023 | Bartosz Rudyk                   | Eduard-Michael Grosu       | Dennis van der Horst       |
| 2024 | Konrad Czabok                   | Alexander Arnt Hansen      | Rick Ottema                |